# Torneo Apertura 2016 (Catamarca)
El Campeonato de Primera División de la Liga Catamarqueña de Fútbol 2016 también llamado Torneo Apertura 2016 "Roberto Perfumo", en homenaje al futbolista y periodista deportivo fallecido el 10 de marzo. Este torneo constituye la primera división del fútbol catamarqueño. en el año del Centenario de la Liga Catamarqueña de Fútbol.

## Formato

### Competición
- El torneo se dividirá en 2 zonas, 1 de 8 equipos y la otra de 7 equipos.
- Los equipos que resulten 1° y 2° en la Tabla de Posiciones de sus respectivas zonas, clasificarán a semifinales.
- La final se disputará en un solo partido, si no hay un equipo ganador en los 90' el partido se definirá mediante penales.
- El equipo que se consagrare campeón del Torneo Apertura 2016 y se clasificará directamente a la Final contra el ganador del Petit Torneo 2016, por un lugar en el Federal C 2017.

### Ascensos y descensos
En la Liga Catamarqueña no hay ascensos ni descensos.

## Equipos
| Equipo                                              | Barrio                    |
| --------------------------------------------------- | ------------------------- |
| Club Deportivo Américo Tesorieri                    | B° Marco Avellaneda       |
| Club Deportivo Chacarita                            | B° -                      |
| Club Atlético Defensores del Norte                  | B° Piloto                 |
| Club Atlético Estudiantes de La Tablada             | B° La Tablada             |
| Club Sportivo Ferrocarriles del Estado de Chumbicha | B° Centro (Chumbicha)     |
| Club Atlético Independiente                         | B° Centro (Capital)       |
| Asociación Juventud Unida de Santa Rosa             | B° 250 V.V.               |
| Club Social y Deportivo Parque Daza                 | B° Villa Parque Chacabuco |
| Club Atlético Policial                              | B° La Tablada             |
| Club Atlético Rivadavia                             | Ciudad de Huillapima      |
| Club Deportivo Salta Central                        | B° Fariñango              |
| Club Atlético San Lorenzo de Alem                   | B° Los Ejidos             |
| Club Atlético Sarmiento                             | B° Las Margaritas         |
| Club Atlético Vélez Sarsfield                       | B° Centro (Capital)       |
| Club Sportivo Villa Cubas                           | B° Villa Cubas            |

## Primera fase

### Zona A

#### Tabla de posiciones
| Pos. | Equipo                 | Pts. | PJ | PG | PE | PP | GF | GC | Dif. |
| ---- | ---------------------- | ---- | -- | -- | -- | -- | -- | -- | ---- |
| 01.º | Defensores del Norte   | 16   | 7  | 5  | 1  | 1  | 20 | 9  | 11   |
| 02.º | Independiente          | 16   | 7  | 5  | 1  | 1  | 19 | 6  | 13   |
| 03.º | Américo Tesorieri      | 13   | 7  | 4  | 1  | 2  | 17 | 13 | 4    |
| 04.º | Villa Cubas            | 10   | 7  | 3  | 1  | 3  | 11 | 11 | 0    |
| 05.º | Vélez Sarsfield        | 9    | 7  | 3  | 0  | 4  | 11 | 14 | −3   |
| 06.º | Parque Daza            | 7    | 7  | 1  | 4  | 2  | 9  | 10 | −1   |
| 07.º | Rivadavia (Huillapima) | 4    | 7  | 1  | 1  | 5  | 6  | 17 | −11  |
| 08.º | Policial               | 4    | 7  | 1  | 1  | 5  | 11 | 24 | −13  |

|  | El equipo que ocupe esta posición clasificará a Semifinales, y jugará contra el 2° de la Zona B |
|  | El equipo que ocupe esta posición clasificará a semifinales, y jugará contra el 1° de la Zona B |

#### Resultados
| Rivadavia            | 2 - 2 | Parque Daza   | Malvinas Argentinas | 8 de abril  | 16:00 |
| Vélez Sarsfield      | 3 - 1 | Policial      | Malvinas Argentinas | 15 de abril | 14:00 |
| Defensores del Norte | 3 - 2 | Villa Cubas   | Malvinas Argentinas | 15 de abril | 16:00 |
| Tesorieri            | 0 - 5 | Independiente | Malvinas Argentinas | 16 de abril | 16:00 |

| Rivadavia     | 3 - 2 | Vélez Sarsfield      | Malvinas Argentinas | 23 de abril | 14:00 |
| Independiente | 1 - 3 | Defensores del Norte | Malvinas Argentinas | 23 de abril | 16:00 |
| Parque Daza   | 2 - 2 | Tesorieri            | Malvinas Argentinas | 25 de abril | 14:00 |
| Villa Cubas   | 2 - 2 | Policial             | Malvinas Argentinas | 25 de Mayo  | 16:00 |

| Tesorieri           | 2 - 0 | Rivadavia     | Malvinas Argentinas | 28 de abril | 14:00 |
| Vélez Sarsfield     | 1 - 2 | Villa Cubas   | Malvinas Argentinas | 28 de abril | 16:00 |
| Defensores de Norte | 1 - 1 | Parque Daza   | Malvinas Argentinas | 29 de abril | 16:00 |
| Policial            | 1 - 4 | Independiente | Malvinas Argentinas | 2 de Mayo   | 16:00 |

| Parque Daza   | 2 - 0 | Policial             | Malvinas Argentinas | 6 de mayo | 14:00 |
| Independiente | 3 - 1 | Villa Cubas          | Malvinas Argentinas | 6 de mayo | 16:00 |
| Tesorieri     | 1 - 2 | Vélez Sarsfield      | Malvinas Argentinas | 7 de mayo | 14:00 |
| Rivadavia     | 0 - 1 | Defensores del Norte | Malvinas Argentinas | 8 de mayo | 16:00 |

| Villa Cubas          | 2 - 0 | Parque Daza   | Malvinas Argentinas | 10 de mayo | 16:00 |
| Defensores del Norte | 3 - 4 | Tesorieri     | Malvinas Argentinas | 13 de mayo | 16:00 |
| Policial             | 6 - 1 | Rivadavia     | Malvinas Argentinas | 15 de mayo | 14:00 |
| Vélez Sarsfield      | 0 - 3 | Independiente | Malvinas Argentinas | 15 de mayo | 16:00 |

| Defensores del Norte | 3 - 1 | Vélez Sarsfield | Malvinas Argentinas | 20 de mayo | 16:00 |
| Rivadavia            | 0 - 2 | Villa Cubas     | Malvinas Argentinas | 21 de mayo | 16:00 |
| Tesorieri            | 6 - 1 | Policial        | Malvinas Argentinas | 22 de mayo | 14:00 |
| Parque Daza          | 1 - 1 | Independiente   | Malvinas Argentinas | 22 de mayo | 16:00 |

| Policial        | 0 - 6 | Defensores del Norte | Malvinas Argentinas | 27 de mayo | 14:00 |
| Vélez Sarsfield | 2 - 1 | Parque Daza          | Malvinas Argentinas | 28 de mayo | 14:30 |
| Independiente   | 2 - 0 | Rivadavia            | Malvinas Argentinas | 28 de mayo | 16:30 |
| Villa Cubas     | 0 - 2 | Tesorieri            | Malvinas Argentinas | 29 de mayo | 16:00 |

|  |

### Zona B

#### Tabla de posiciones
| Pos. | Equipo                       | Pts. | PJ | PG | PE | PP | GF | GC | Dif. |
| ---- | ---------------------------- | ---- | -- | -- | -- | -- | -- | -- | ---- |
| 01.º | Sarmiento                    | 18   | 6  | 6  | 0  | 0  | 15 | 3  | 12   |
| 02.º | Estudiantes de La Tablada    | 13   | 6  | 4  | 1  | 1  | 12 | 7  | 5    |
| 03.º | Ferrocarriles (Chumbicha)    | 11   | 6  | 3  | 2  | 1  | 14 | 7  | 7    |
| 04.º | San Lorenzo de Alem          | 8    | 6  | 2  | 2  | 2  | 8  | 8  | 0    |
| 05.º | Salta Central                | 7    | 6  | 2  | 1  | 3  | 9  | 13 | −4   |
| 06.º | Chacarita                    | 3    | 6  | 1  | 0  | 5  | 5  | 16 | −11  |
| 07.º | Juventud Unida de Santa Rosa | 0    | 6  | 0  | 0  | 6  | 3  | 12 | −9   |

|  | El equipo que ocupe esta posición clasificará a Semifinales, y jugará contra el 2° de la Zona A |
|  | El equipo que ocupe esta posición clasificará a semifinales, y jugará contra el 1° de la Zona A |

#### Resultados
| Juventud Unida   | 0 - 1 | Salta Central | Malvinas Argentinas        | 8 de abril  | 14:00 |
| Ferrocarriles    | 3 - 0 | Chacarita     | Polideportivo de Chumbicha | 9 de abril  | 15:30 |
| San Lorenzo      | 1 - 2 | Estudiantes   | Malvinas Argentinas        | 16 de abril | 14:00 |
| Libre: Sarmiento |       |               |                            |             |       |

| Salta Central         | 1 - 6 | Ferrocarriles | Malvinas Argentinas | 22 de abril | 14:00 |
| Estudiantes           | 0 - 1 | Sarmiento     | Malvinas Argentinas | 22 de abril | 16:00 |
| Chacarita             | 0 - 1 | San Lorenzo   | Malvinas Argentinas | 25 de abril | 16:00 |
| Libre: Juventud Unida |       |               |                     |             |       |

| Sarmiento                        | 5 - 0 | Chacarita      | Malvinas Argentinas        | 29 de abril | 14:00 |
| Ferrocarriles                    | 2 - 0 | Juventud Unida | Polideportivo de Chumbicha | 30 de abril | 15:00 |
| San Lorenzo                      | 1 - 1 | Salta Central  | Malvinas Argentinas        | 2 de Mayo   | 14:00 |
| Libre: Estudiantes de La Tablada |       |                |                            |             |       |

| Salta Central        | 0 - 1 | Sarmiento   | Malvinas Argentinas | 7 de mayo  | 16:00 |
| Chacarita            | 2 - 3 | Estudiantes | Malvinas Argentinas | 8 de mayo  | 14:00 |
| Juventud Unida       | 1 - 2 | San Lorenzo | Malvinas Argentinas | 10 de mayo | 14:00 |
| Libre: Ferrocarriles |       |             |                     |            |       |

| San Lorenzo      | 1 - 1 | Ferrocarriles  | Malvinas Argentinas | 13 de mayo | 14:00 |
| Sarmiento        | 2 - 1 | Juventud Unida | Malvinas Argentinas | 14 de mayo | 14:00 |
| Estudiantes      | 4 - 2 | Salta Central  | Malvinas Argentinas | 14 de mayo | 16:00 |
| Libre: Chacarita |       |                |                     |            |       |

| Juventud Unida             | 0 - 2 | Estudiantes | Malvinas Argentinas | 20 de mayo | 14:00 |
| Salta Central              | 3 - 0 | Chacarita   | Malvinas Argentinas | 21 de mayo | 14:00 |
| Ferrocarriles              | 1 - 4 | Sarmiento   | Malvinas Argentinas | 25 de Mayo | 14:00 |
| Libre: San Lorenzo de Alem |       |             |                     |            |       |

| Estudiantes          | 1 - 1 | Ferrocarriles  | Malvinas Argentinas | 27 de mayo | 16:00 |
| Chacarita            | 3 - 1 | Juventud Unida | Malvinas Argentinas | 28 de mayo | 12:30 |
| Sarmiento            | 2 - 1 | San Lorenzo    | Malvinas Argentinas | 29 de mayo | 14:00 |
| Libre: Salta Central |       |                |                     |            |       |

| 1. |

## Segunda fase
|  | Semifinales               | Semifinales               | Semifinales   |               |                           | Final                     | Final | Final |  |
|  |                           |                           |               |               |                           |                           |       |       |  |
|  |                           |                           |               |               |                           |                           |       |       |  |
|  | Defensores del Norte      | Defensores del Norte      | 2             |               |                           |                           |       |       |  |
|  | Defensores del Norte      | Defensores del Norte      | 2             |               |                           |                           |       |       |  |
|  | Estudiantes de La Tablada | Estudiantes de La Tablada | 3             |               |                           |                           |       |       |  |
|  | Estudiantes de La Tablada | Estudiantes de La Tablada | 3             |               | Estudiantes de La Tablada | Estudiantes de La Tablada | 0 (4) |       |  |
|  |                           |                           |               |               | Estudiantes de La Tablada | Estudiantes de La Tablada | 0 (4) |       |  |
|  |                           |                           | Independiente | Independiente | 0 (5)                     |                           |       |       |  |
|  | Sarmiento                 | Sarmiento                 | Independiente | Independiente | 0 (5)                     | 0                         |       |       |  |
|  | Sarmiento                 | Sarmiento                 |               |               |                           | 0                         |       |       |  |
|  | Independiente             | Independiente             | 3             |               |                           |                           |       |       |  |
|  | Independiente             | Independiente             | 3             |               |                           |                           |       |       |  |
|  |                           |                           |               |               |                           |                           |       |       |  |

### Semifinales
| 5 de junio, 16:00 | Defensores del Norte              | 2 - 3   | Estudiantes de La Tablada                         | Malvinas Argentinas, Catamarca |                         |
|                   | Abel Chávez 23' Mayco Coronel 86' | Reporte | 31' Raúl Rivero 37' Lucas Alaníz 39' Pablo Torres | Árbitro(s): Omar Vaquel        | Árbitro(s): Omar Vaquel |

| 5 de junio, 14:00 | Sarmiento | 0 - 3   | Independiente                                                 | Malvinas Argentinas, Catamarca |                             |
|                   |           | Reporte | 77' Rafael Rodríguez 83' Pablo Aguirre (e/c) 89' Walter Luján | Árbitro(s): Jerónimo Toledo    | Árbitro(s): Jerónimo Toledo |

### Final
| 12 de junio, 15:30 | Estudiantes de La Tablada                                                            | 0 - 0 (4:5 p.)             | Independiente                                                                  | Malvinas Argentinas, Catamarca |                              |
|                    |                                                                                      | Reporte                    |                                                                                | Árbitro(s): Claudio Orellana   | Árbitro(s): Claudio Orellana |
|                    |                                                                                      | Tiros desde el punto penal |                                                                                |                                |                              |
|                    | Pablo Torres · Lucas Alaniz · Ayrton Martínez · Maximiliano Caliva · Enrique Moreyra |                            | Walter Luján · Carlos Tapia · Néstor Rios · Segundo Gutiérrez · Alexis Herrera |                                |                              |

|                                        |
| Club Atlético Independiente 10° título |
| Campeón Torneo Apertura 2016           |

## Entrenadores
| Listado de entrenadores   | Listado de entrenadores | Listado de entrenadores |
| Equipo                    | Entrenador/es           | Fechas                  |
| ------------------------- | ----------------------- | ----------------------- |
| Américo Tesorieri         | Cristián González       | 1.ª en adelante         |
| Chacarita                 | Daniel Iriarte          | 1.ª en adelante         |
| Defensores del Norte      | Hugo Soria              | 1.ª en adelante         |
| Estudiantes de La Tablada | Marcelo Cano            | 1.ª en adelante         |
| Ferrocarriles             | Gustavo Quinteros       | 1.ª en adelante         |
| Independiente             | Roque Ferreyra          | 1.ª en adelante         |
| Juventud Unida            | Pablo Aredes            | 1.ª en adelante         |
| Parque Daza               | Walter Maldonado        | 1.ª en adelante         |
| Policial                  | Ricardo Martínez        | 1.ª en adelante         |
| Rivadavia                 | Jorge Toledo            | 1.ª en adelante         |
| Salta Central             | Elías Pérez             | 1.ª en adelante         |
| San Lorenzo de Alem       | Daniel Herrera          | 1.ª en adelante         |
| Sarmiento                 | José Avellaneda         | 1.ª en adelante         |
| Vélez Sarsfield           | Edgardo Correa          | 1.ª en adelante         |
| Villa Cubas               | Carlos Toledo           | 1.ª en adelante         |
|                           |                         |                         |

## Goleadores
| Jugador                    | Equipo                    | Goles | Jugada | Cabeza | T. libre | Penal |
| -------------------------- | ------------------------- | ----- | ------ | ------ | -------- | ----- |
| Lucas Romero               | Américo Tesorieri         | 8     | 7      | 1      | 0        | 0     |
| Rodrigo Chávez             | Defensores del Norte      | 7     | 6      | 0      | 0        | 1     |
| Lucas Alaniz               | Estudiantes de La Tablada | 7     | 5      | 2      | 0        | 0     |
| Matías Olíva               | Sarmiento                 | 6     | 4      | 0      | 0        | 2     |
| Abel Chávez                | Defensores del Norte      | 5     | 5      | 0      | 0        | 0     |
| Néstor Ríos                | Independiente             | 4     | 4      | 0      | 0        | 0     |
| Rodrigo Acosta             | Independiente             | 4     | 4      | 0      | 0        | 0     |
| Maximiliano Mendoza        | San Lorenzo de Alem       | 4     | 3      | 1      | 0        | 0     |
| Enrique Moreyra            | Estudiantes de La Tablada | 3     | 3      | 0      | 0        | 0     |
| Franco Paredes             | Ferrocarriles             | 3     | 3      | 0      | 0        | 0     |
| Lucas Cipolletti           | Sarmiento                 | 3     | 3      | 0      | 0        | 0     |
| Marcelo Flores             | Parque Daza               | 3     | 3      | 0      | 0        | 0     |
| Mayco Coronel              | Defensores del Norte      | 3     | 3      | 0      | 0        | 0     |
| Miguel Rizzardo            | Villa Cubas               | 3     | 3      | 0      | 0        | 0     |
| Rafael Rodríguez           | Independiente             | 3     | 3      | 0      | 0        | 0     |
| Hugo Cortéz                | Policial                  | 3     | 2      | 1      | 0        | 0     |
| Pablo Torres               | Estudiantes de La Tablada | 3     | 1      | 0      | 0        | 2     |
| Cristian Luján             | Villa Cubas               | 2     | 2      | 0      | 0        | 0     |
| David Vera                 | Villa Cubas               | 2     | 2      | 0      | 0        | 0     |
| Erik Silva                 | Rivadavia                 | 2     | 2      | 0      | 0        | 0     |
| Franco Sarmiento Sayavedra | Independiente             | 2     | 2      | 0      | 0        | 0     |
| Gastón Carrizo             | Américo Tesorieri         | 2     | 2      | 0      | 0        | 0     |
| Gustavo Iriarte            | Chacarita                 | 2     | 2      | 0      | 0        | 0     |
| Jorge Vera                 | Sarmiento                 | 2     | 2      | 0      | 0        | 0     |
| Kevin Silva                | Rivadavia                 | 2     | 2      | 0      | 0        | 0     |
| Matías Martín              | Sarmiento                 | 2     | 2      | 0      | 0        | 0     |
| Samuel Mansilla            | Policial                  | 2     | 2      | 0      | 0        | 0     |
| Sergio Altamirano          | Parque Daza               | 2     | 2      | 0      | 0        | 0     |
| Walter Luján               | Independiente             | 2     | 2      | 0      | 0        | 0     |
| Hugo Córdoba               | Ferrocarriles             | 2     | 1      | 1      | 0        | 0     |
| Sergio Herrera             | Américo Tesorieri         | 2     | 1      | 1      | 0        | 0     |
| Tomás Moya                 | Vélez Sarsfield           | 2     | 1      | 1      | 0        | 0     |
| Franco Navarro             | Ferrocarriles             | 2     | 1      | 0      | 1        | 0     |
| Daniel Toledo              | Vélez Sarsfield           | 2     | 1      | 0      | 0        | 1     |
| Kevin Bracamonte           | Salta Central             | 2     | 1      | 0      | 0        | 1     |
| Marcos Bustamante          | Vélez Sarsfield           | 2     | 1      | 0      | 0        | 1     |
| Darío Sosa                 | Defensores del Norte      | 2     | 0      | 2      | 0        | 0     |
| Julio Monge                | Defensores del Norte      | 2     | 0      | 1      | 1        | 0     |
| Marcelo Córdoba            | Salta Central             | 2     | 0      | 0      | 0        | 2     |
| Alan Díaz                  | Vélez Sarsfield           | 1     | 1      | 0      | 0        | 0     |
| Alexis Casas               | Vélez Sarsfield           | 1     | 1      | 0      | 0        | 0     |
| Alfredo Franchino          | Parque Daza               | 1     | 1      | 0      | 0        | 0     |
| Ariel Vergara Seco         | Vélez Sarsfield           | 1     | 1      | 0      | 0        | 0     |
| Axel Aranda                | Américo Tesorieri         | 1     | 1      | 0      | 0        | 0     |
| Axel Romero                | Chacarita                 | 1     | 1      | 0      | 0        | 0     |
| Axel Torres                | Chacarita                 | 1     | 1      | 0      | 0        | 0     |
| Carlos Luna                | Ferrocarriles             | 1     | 1      | 0      | 0        | 0     |
| Carlos Tapia               | Independiente             | 1     | 1      | 0      | 0        | 0     |
| César Segura               | Estudiantes de La Tablada | 1     | 1      | 0      | 0        | 0     |
| Cristian Salcedo           | Salta Central             | 1     | 1      | 0      | 0        | 0     |
| Emanuel Vergara            | Sarmiento                 | 1     | 1      | 0      | 0        | 0     |
| Exequiel Díaz Elena        | Américo Tesorieri         | 1     | 1      | 0      | 0        | 0     |
| Fabián Ortega              | Salta Central             | 1     | 1      | 1      | 0        | 0     |
| Fabricio Reyes             | Independiente             | 1     | 1      | 0      | 0        | 0     |
| Franco Arrascaeta          | Independiente             | 1     | 1      | 0      | 0        | 0     |
| Franco Contreras           | Salta Central             | 1     | 1      | 0      | 0        | 0     |
| Franco Gómez               | Defensores del Norte      | 1     | 1      | 0      | 0        | 0     |
| Franco Salcedo             | Salta Central             | 1     | 1      | 0      | 0        | 0     |
| Gonzalo Castro             | Sarmiento                 | 1     | 1      | 0      | 0        | 0     |
| Gustavo Mastroti           | Parque Daza               | 1     | 1      | 0      | 0        | 0     |
| Iván Barraza               | Parque Daza               | 1     | 1      | 0      | 0        | 0     |
| Jonathan Galván Olmedo     | Villa Cubas               | 1     | 1      | 0      | 0        | 0     |
| Jorge Maza                 | San Lorenzo de Alem       | 1     | 1      | 0      | 0        | 0     |
| Jorge Ocampo               | Policial                  | 1     | 1      | 0      | 0        | 0     |
| José Eduardo Montalvan     | Independiente             | 1     | 1      | 0      | 0        | 0     |
| José Luis Chumbita         | Ferrocarriles             | 1     | 1      | 0      | 0        | 0     |
| José Romero                | Ferrocarriles             | 1     | 1      | 0      | 0        | 0     |
| Juan Aballay               | Vélez Sarsfield           | 1     | 1      | 0      | 0        | 0     |
| Kevin Córdoba              | Policial                  | 1     | 1      | 0      | 0        | 0     |
| Kevin Medina               | Defensores del Norte      | 1     | 1      | 0      | 0        | 0     |
| Lucas Sigampa              | Villa Cubas               | 1     | 1      | 0      | 0        | 0     |
| Martín Solohaga            | San Lorenzo de Alem       | 1     | 1      | 0      | 0        | 0     |
| Mauricio Vargas            | Ferrocarriles             | 1     | 1      | 0      | 0        | 0     |
| Maximiliano Reinoso        | Ferrocarriles             | 1     | 1      | 0      | 0        | 0     |
| Nahuel Ahumada             | Villa Cubas               | 1     | 1      | 0      | 0        | 0     |
| Nahuel Sayavedra           | San Lorenzo de Alem       | 1     | 1      | 0      | 0        | 0     |
| Nicolás Salcedo            | Juventud Unida            | 1     | 1      | 0      | 0        | 0     |
| Raúl Rivero                | Estudiantes de La Tablada | 1     | 1      | 0      | 0        | 0     |
| Renzo Soto                 | Independiente             | 1     | 1      | 0      | 0        | 0     |
| Roberto García             | Juventud Unida            | 1     | 1      | 0      | 0        | 0     |
| Segundo Gutiérrez          | Independiente             | 1     | 1      | 0      | 0        | 0     |
| Sergio Silva               | Rivadavia                 | 1     | 1      | 0      | 0        | 0     |
| Victor Hugo Romero         | Ferrocarriles             | 1     | 1      | 0      | 0        | 0     |
| Cristian Nieva             | Policial                  | 1     | 0      | 1      | 0        | 0     |
| Esteban Barrios            | Juventud Unida            | 1     | 0      | 1      | 0        | 0     |
| Facundo Orellana           | Villa Cubas               | 1     | 0      | 1      | 0        | 0     |
| Jonathan Trejo             | Américo Tesorieri         | 1     | 0      | 1      | 0        | 0     |
| Darío Agüero               | Policial                  | 1     | 0      | 1      | 0        | 0     |
| Lautaro Seco               | Parque Daza               | 1     | 0      | 1      | 0        | 0     |
| David Monge                | Defensores del Norte      | 1     | 0      | 0      | 1        | 0     |
| Leandro Silva              | Rivadavia                 | 1     | 0      | 0      | 1        | 0     |
| Luis Castillo              | Villa Cubas               | 1     | 0      | 0      | 1        | 0     |
| Gerásimo Carrizo           | Ferrocarriles             | 1     | 0      | 0      | 0        | 1     |
| Lucas Verón                | Salta Central             | 1     | 0      | 0      | 0        | 1     |
| Luis Castillo              | Policial                  | 1     | 0      | 0      | 0        | 1     |
| Miguel Alberto Córdoba     | Vélez Sarsfield           | 1     | 0      | 0      | 0        | 1     |
| Nahuel Escobal             | Chacarita                 | 1     | 0      | 0      | 0        | 1     |
| Pablo Quiroga              | San Lorenzo de Alem       | 1     | 0      | 0      | 0        | 1     |